# Ida Magli
Ida Magli (Roma, 23 giugno 1925 – Roma, 20 febbraio 2016) è stata un'antropologa e filosofa italiana.

## Biografia
Conseguì il diploma in pianoforte presso il conservatorio di Santa Cecilia, poi si laureò in filosofia con una specializzazione in psicologia medica sperimentale a La Sapienza di Roma discutendo una tesi sperimentale sul linguaggio radiofonico. Divenne in seguito docente di psicologia sociale all'Università di Siena, dove insegnò per alcuni anni. Ottenne poi la cattedra di antropologia culturale all'Università La Sapienza di Roma, cattedra che ha ricoperto fino al pensionamento nel 1988.
Ida Magli è stata la prima ad adoperare il metodo antropologico per analizzare la società europea e in particolare quella italiana, dall'antichità al medioevo fino alla contemporaneità, con gli stessi strumenti adoperati dall'antropologia per le società "primitive".
Si è servita della sua conoscenza della musica per comprendere in pieno e adoperare il concetto di "modello" culturale, messo a punto da Franz Boas e Alfred Kroeber, come "forma" chiusa e significante in sé stessa: la "cultura" come una specie di "fuga bachiana". È riuscita, così, a mettere in luce l'importanza di moltissimi fenomeni di solito ignorati dagli storici, soprattutto quelli riguardanti il "Sacro", i tabù, l'impurità, l'evitazione delle donne, la "potenza della parola" legata al primato dell'organo sessuale maschile, le differenze nella concezione del tempo fra la religione giudaica, centrata sull'attesa della salvezza e quella cristiana centrata sul divenire...
I suoi scritti, quindi, rispecchiano il risultato di questo metodo e danno ampio spazio a fenomeni e a fatti di solito passati sotto silenzio: la storia delle donne non come mondo a parte ma come intrinseca al potere maschile, la predicazione popolare e la devozione mariana come importantissimo documento storico, il rapporto fra il Sacro e il Potere negli avvenimenti politici. 
Ida Magli era anche nota come forte polemista nei confronti dell'Unione europea. Fin dal 1994 aveva sostenuto tesi contrarie all'unificazione europea e aveva cercato inutilmente di convincere i politici a desistere da quello che considerava un progetto fallimentare, foriero della fine della civiltà europea.
Nel 1982 vinse il Premio Brancati per la letteratura con il suo libro Gesù di Nazareth.
Ha scritto le principali voci di Antropologia culturale per l'Enciclopedia Garzanti di Filosofia e Scienze umane; la voce Sociologia e Religione e la voce Monachesimo cristiano femminile per l'Enciclopedia delle Religioni diretta da Alfonso M. Di Nola ed. Vallecchi; la voce Parentela nel volume Sistematica dell'Enciclopedia Einaudi; la voce Perfezione nel Dizionario enciclopedico degli Istituti di Perfezione; la voce Antropologia culturale e Psichiatria nell'Annuario della Scienza e della Tecnica Mondadori 1980-82.
Nel 1976 fondò e diresse la Rivista internazionale di studi antropologici sulla donna DWF Donna Woman Femme, ed. Bulzoni; fondò e diresse dal 1989 al 1992 la rivista Antropologia culturale AC, ed. Genovese. Ha collaborato per molti anni al quotidiano la Repubblica e al settimanale L'Espresso scrivendo decine di articoli di commento all'attualità politica e sociale con particolare riguardo agli aspetti antropologici. Dal 1994 collaborava al quotidiano il Giornale.
È morta a Roma nella sua residenza, il 21 febbraio 2016. È sepolta al Vittoriale.
Nel novembre 2016 è stato dedicato alla sua memoria il Premio Impegno Civico "Libertà va cercando ch'è sì cara".

## Opere
- Gli uomini della penitenza. Lineamenti antropologici del Medioevo italiano, Bologna, Cappelli, 1967; Milano, Garzanti, 1977; Padova, Muzzio, 1995. ISBN 88-7021-723-X.
- Saggio in La messa in casa, Assisi, Cittadella, 1969.
- Religione, società e cultura. Raccolta di temi interdisciplinari di sociologia, psicologia sociale, antropologia culturale, Bologna, EDB, 1971.
- La teoria della cultura, a cura di, Roma-Assisi, Carucci, 1972.
- La donna, un problema aperto. Guida alla ricerca antropologica, Firenze, Vallecchi, 1974.
- Matriarcato e potere delle donne, Milano, Feltrinelli, 1978. [con una carta etno-geografica delle società a "diritto materno", e in cui compare per la prima volta tradotto in italiano un capitolo di Das Mutterrecht di Johann Jakob Bachofen]

(FR)  Matriarcat et/ou pouvoir des femmes?, Paris, Les Editions des Femmes, 1983.
- Introduzione all'antropologia culturale. Storia, aspetti e problemi della teoria della cultura, Bari, Laterza, 1980.

(EN)  Cultural Anthropology, McFarland & Company 2001.
- Alla scoperta di noi selvaggi. Simboli e storia: giornale di un'antropologa, Milano, Rizzoli, 1981.
- La femmina dell'uomo, Bari-Roma, Laterza, 1982.
- Gesù di Nazaret. Tabù e trasgressione, Milano, Rizzoli, 1982; Milano, BUR, 2004. ISBN 88-17-00073-6.

(SV)  Jesus från Nasaret, Italibro 2005, ISBN 91-974449-1-X; (EN)  Taboo and Transgression, Ipoc 2009.
- Santa Teresa di Lisieux, Milano, Rizzoli, 1984. ISBN 88-17-36421-5.
- Viaggio intorno all'uomo bianco. Antropologia giorno per giorno, Milano, Rizzoli, 1986. ISBN 88-17-53509-5.
- La Madonna, Milano, Rizzoli, 1987. ISBN 88-17-53441-2; La Madonna. Dalla donna alla statua, Milano, Baldini & Castoldi, 1997. ISBN 88-8089-334-3.

(DE)  Die Madonna, Piper, 1990.
- La sessualità maschile, Milano, A. Mondadori, 1989. ISBN 88-04-31023-5.
- Sulla dignità della donna. La violenza sulle donne, il pensiero di Wojtyla, Parma, Guanda, 1993. ISBN 88-7746-700-2.

(ES)  De la dignidad de la mujer, Icaria 1995.
- La bandiera strappata. I totem infranti della politica, dalla Resistenza a Tangentopoli e oltre, Parma, Guanda, 1994. ISBN 88-7746-776-2.
- Storia laica delle donne religiose, Milano, Longanesi, 1995. ISBN 88-304-1277-5.

(EN)  Women and Self-Sacrifice in the Christian Church, McFarland & Company, 2003; (SV)  Katolska kvinnor och offerrollen, Italibro, 2003. ISBN 91-974449-0-1.
- Per una rivoluzione italiana, a cura di Giordano Bruno Guerri, Milano, Baldini & Castoldi, 1996, ISBN 88-8089-151-0. - Milano, Bompiani, 2017, ISBN 978-88-452-9411-2.
- Contro l'Europa. Tutto quello che non vi hanno detto di Maastricht, Milano, Bompiani, 1997. ISBN 88-452-3511-4; 1998. ISBN 88-452-3511-4; 2001. ISBN 88-452-4692-2.

(SV)  MOT EU, Italibro, 2005. ISBN 91-974449-2-8.
- Sesso e potere. La gogna della Santa Inquisizione multimediale, con un estratto dell'interrogatorio a Bill Clinton, Milano, Tascabili Bompiani, 1998. ISBN 88-452-3970-5.
- Omaggio agli italiani. Una storia per tradimenti, Collana Saggi, Milano, BUR, 2005, ISBN 88-17-00624-6.
- Il mulino di Ofelia. Uomini e Dei, Milano, BUR, 2007. ISBN 88-17-01494-X.
- La dittatura europea. Mentre l'Unione mostra la sua inutilità, la politica tace. La più irriducibile avversaria di Maastricht racconta le storie, i dati, le testimonianze, di come il sogno comunitario ci stia togliendo la libertà, Collan Futuro passato, Milano, BUR, 2010, ISBN 978-88-17-04542-1.
- Dopo l'Occidente. Lo strapotere della finanza, la fine della politica, il tramonto della Chiesa. Come possiamo riprendere in mano il nostro futuro, prima che i banchieri ce lo comprino a prezzi stracciati, Collana Futuro passato, Milano, BUR, 2012, ISBN 978-88-17-05578-9.
- Difendere l'Italia. La politica incapace, la debolezza della Chiesa, la svendita ai burocrati e corrotti. Eppure il nostro Paese   può ancora rinascere. Ecco come, Collana Futuro passato, Milano, BUR, 2013, ISBN 978-88-17-06677-8.
- Figli dell'uomo. Duemila anni di mito dell'infanzia, Milano, BUR, 2015, ISBN 978-88-17-08073-6.